# Brian Wilson (England)
Brian Wilson, född 13 december 1948 i Dunoon, är en brittisk parlamentsledamt för Labour. Han var representant för valkretsen Cunninghame North från valet 1987 till valet 2005.
Från 1988 och fram till valsegern 1997 var han partiets talesman i transportfrågor (1992-1994 och 1995-1996), industrifrågor (1994-1995) och valplanering (1996-1997). Mellan 1997 och 2003 hade han flera viceministersposter.
Han har läst vid University of Dundee och Cardiffs högskola.